# Чаши из Вафио
Чаши из Вафио или Кубки из Вафио (также Вазы из Вафио) — золотые изделия минойской культуры, датируемые приблизительно XV веком до н. э.
Предположительно, чаши были изготовлены критскими мастерами, а затем приобретены микенцами, однако не исключено, что ремесленники могли изготавливать утварь, переселившись на материк.
Чаши были найдены в 1888 году греческим археологом Христосом Цундасом в могиле на Спартанской равнине недалеко от деревни Вафио (Βαφείο) области Лакония, расположенной в 6 км от Спарты.

## Описание
Форма двух изделий практически одинакова. Одна чаша имеет 8,3 см в высоту и 10,4 см в диаметре. Другая с таким же диаметром, но на 0,3 см ниже. Вес первой 276, а другой 280½ грамм. Обе чаши состоят из двух слоёв металла: внешнего с декоративным изображением и внутреннего, совершенно гладкого, скрывающего обратную сторону внешнего листа. Внутренний лист металла немного выше наружного и на конце имеет загнутые края. Золотые сосуды, форма которых расширяется снизу вверх, имеют по одной ручке.

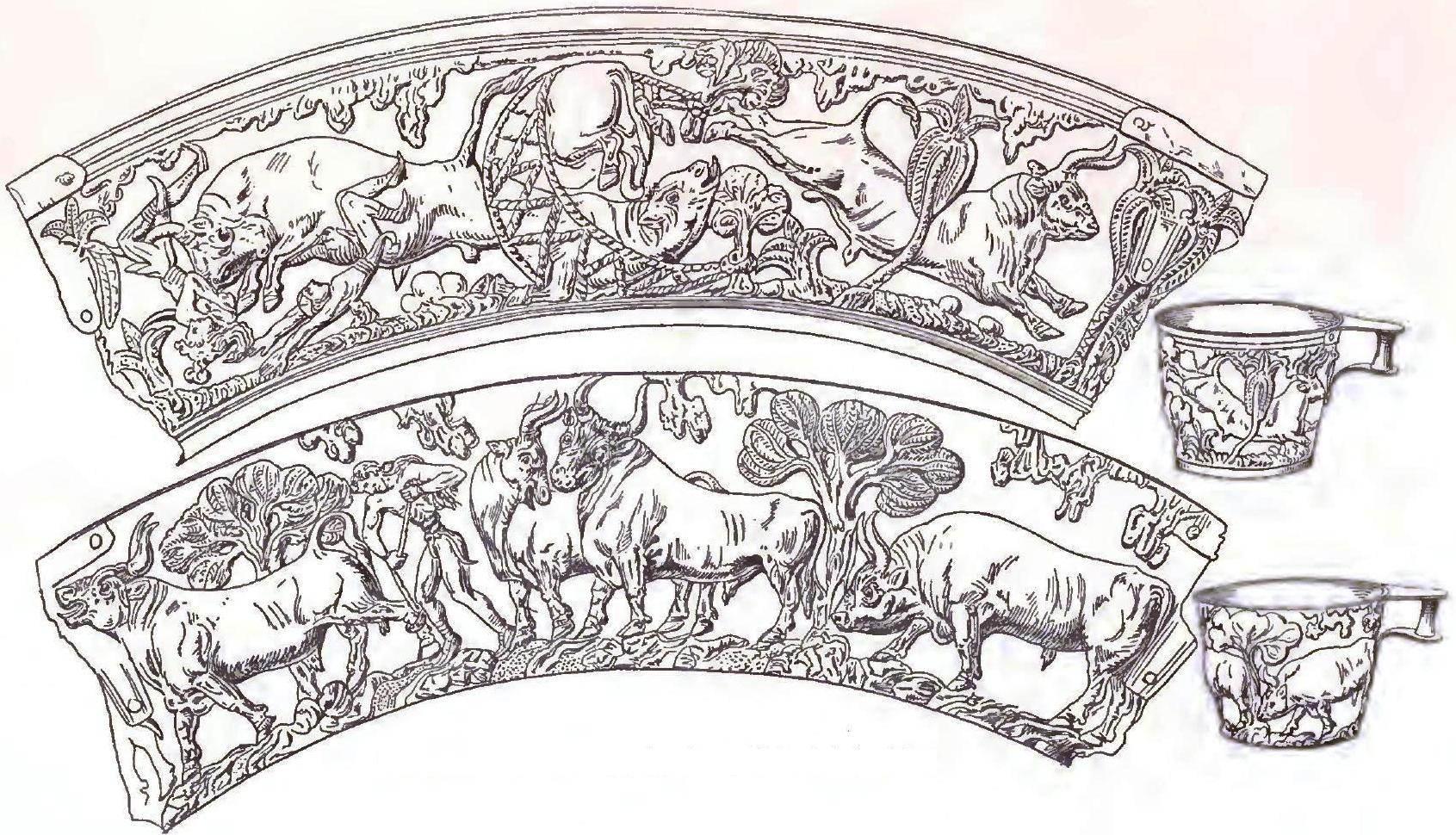
Изображение чаш в развернутом виде

На первом кубке изображена сцена охоты на диких быков. Между скалами в узком проходе натянута сеть, привязанная концами к деревьям. Один бык угодил в ловушку. Не в состоянии выбраться, животное упало на землю и, выпрямив голову, открыло рот с высунутым языком. Другой бык перепрыгивает через препятствие; он изображён в полёте, его ноги ещё не коснулись земли, а хвост поднят. В левой части кубка изображён буйвол в момент нападения на двух загонщиков. Одного он толкает, и тот с распростёртыми руками падает на спину, другого протыкает правым рогом. Человек изображён висящим на роге вверх ногами.
На другом кубке сцена более спокойная. Посередине стоят два быка, которые, повернув друг ко другу головы, как бы ведут между собой диалог. Справа от них изображён третий бык с опущенной головой, отделённый от основной сцены деревом. В другой части композиции расположена фигура человека, который держит веревку, привязанную к ноге четвёртого быка. Животное показывает свое недовольство мычанием и напряжённым движением головы.

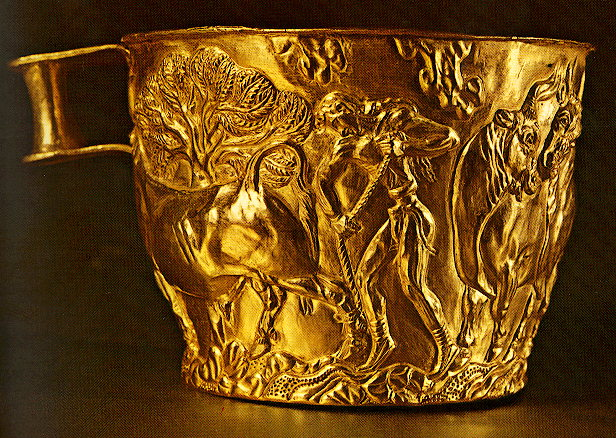
Сцена с пойманным быком

Сцена первого кубка, изображающая нападение, очень схожа с тиснением одного стеатитового сосуда, на котором вытеснен буйвол, держащий на роге атлета. Оба изображения служат явным примером того, что трагические ситуации были вполне характерным явлением, как во время ловли, так и в процессе бычих игр. В самом деле, загонщики на первом кубке изображены без оружия и доспехов; их единственным инструментом является натянутая сеть. Однако вполне возможно, что сама охота носила ритуальные черты и была предшествующим элементом тавромахии или таврокатапсии.
Обе сцены происходят в одной и той же местности и дополняют друг друга. Тематически сцена второй чаши продолжает первую: после утомительной охоты загонщик удерживает пойманного быка. На первой чаше попавший в сети бык выглядит не совсем реалистично. В таком положении у животного переломился бы хребет.
Между тем работа имеет ряд зоологических соответствий. Два быка, один перепрыгивающий препятствие, а другой нападающий на загонщиков, имеют поднятые хвосты. Человек, наблюдающий за боями быков, знает, что это происходит тогда, когда буйволы находятся в состоянии ярости или предельного напряжения. Кроме того, нападающий на загонщиков бык держит голову набок, а самые сильные удары у них получаются именно в таком положении головы.
Чаши хранятся в Национальном археологическом музее города Афин, в каталоге под номерами 1758 и 1759.